# Coppa Europa di bob 2018
La Coppa Europa di bob 2018, ufficialmente denominata IBSF Bobsleigh Europe Cup 2017/18, è stata l'edizione 2017-2018 del circuito continentale europeo del bob, manifestazione organizzata annualmente dalla Federazione Internazionale di Bob e Skeleton; è iniziata l'11 novembre 2017 a Lillehammer, in Norvegia e si è conclusa il 14 gennaio 2018 a Winterberg, in Germania. Vennero disputate ventiquattro gare: sedici per gli uomini e otto per le donne.
Le classifiche generali al termine della stagione hanno concorso anche all'assegnazione dei titoli europei juniores 2018, prima edizione della rassegna continentale di categoria.
Vincitori dei trofei, conferiti ai piloti classificatisi per primi nel circuito, sono stati il tedesco Christoph Hafer in entrambe le discipline maschili (bob a due e bob a quattro) nonché nella combinata, e la connazionale Christin Senkel nel bob a due femminile.

## Calendario
| Località             | Data                | Donne     | Uomini    | Uomini        |
| Località             | Data                | Bob a due | Bob a due | Bob a quattro |
| -------------------- | ------------------- | --------- | --------- | ------------- |
| Lillehammer          | 11–12 novembre 2017 | ●●        | ●●        |               |
| Altenberg            | 23–25 novembre 2017 | ●         | ●●        | ●             |
| Schönau am Königssee | 1º–3 dicembre 2017  | ●●        | ●         | ●●            |
| La Plagne            | 15–17 dicembre 2017 | ●         | ●         | ●●            |
| Innsbruck            | 5–6 gennaio 2018    | ●         | ●         | ●             |
| Winterberg           | 12–14 gennaio 2018  | ●         | ●         | ●●            |
| Totale               | Totale              | 8         | 8         | 8             |

## Risultati

### Donne
| Data             | Località             | Specialità | Prime classificate                         | Seconde classificate                            | Terze classificate                              |
| ---------------- | -------------------- | ---------- | ------------------------------------------ | ----------------------------------------------- | ----------------------------------------------- |
| 11 novembre 2017 | Lillehammer          | A due      | Katrin Beierl Jennifer Onasanya Austria    | Christin Senkel Franziska Bertels Germania      | Kim Kalicki Lisa Sophie Gericke Germania        |
| 12 novembre 2017 | Lillehammer          | A due      | Katrin Beierl Jennifer Onasanya Austria    | Laura Nolte Lena Zelichowski Germania           | Kim Kalicki Lisa Sophie Gericke Germania        |
| 24 novembre 2017 | Altenberg            | A due      | Christin Senkel Franziska Bertels Germania | Laura Nolte Lena Zelichowski Germania           | Sandra Kroll Stefanie Pähler Germania           |
| 1º dicembre 2017 | Schönau am Königssee | A due      | Katrin Beierl Jennifer Onasanya Austria    | Christin Senkel Franziska Bertels Germania      | Maria Adela Constantin Florentina Iusco Romania |
| 2 dicembre 2017  | Schönau am Königssee | A due      | Katrin Beierl Jennifer Onasanya Austria    | Christin Senkel Franziska Bertels Germania      | Andreea Grecu Florentina Iusco Romania          |
| 15 dicembre 2017 | La Plagne            | A due      | Christin Senkel Leonie Fiebig Germania     | Maria Adela Constantin Florentina Iusco Romania | Laura Nolte Lena Zelichowski Germania           |
| 5 gennaio 2018   | Innsbruck            | A due      | Christin Senkel Lena Zelichowski Germania  | Laura Nolte Lavinia Pittschaft Germania         | Sabrina Duljevic Lisa Sophie Gericke Germania   |
| 12 gennaio 2018  | Winterberg           | A due      | Christin Senkel Lena Zelichowski Germania  | Kim Kalicki Sarah Noll Germania                 | Laura Nolte Vivian Hanusch Germania             |

### Uomini
| Data             | Località             | Specialità | Primi classificati                                                               | Secondi classificati                                                    | Terzi classificati                                                      |
| ---------------- | -------------------- | ---------- | -------------------------------------------------------------------------------- | ----------------------------------------------------------------------- | ----------------------------------------------------------------------- |
| 11 novembre 2017 | Lillehammer          | A due      | Clemens Bracher Michael Kuonen Svizzera                                          | Richard Oelsner Alexander Schüller Germania                             | Romain Heinrich Lionel Lefebvre Francia                                 |
| 12 novembre 2017 | Lillehammer          | A due      | Clemens Bracher Michael Kuonen Svizzera                                          | Bennet Buchmüller Issam Ammour Germania                                 | Christoph Hafer Philipp Schneider Germania                              |
| 23 novembre 2017 | Altenberg            | A due      | Christoph Hafer Tobias Schneider Germania                                        | Dominik Dvořák Jakub Nosek Rep. Ceca                                    | Bennet Buchmüller Issam Ammour Germania                                 |
| 24 novembre 2017 | Altenberg            | A due      | Mateusz Luty Krzysztof Tylkowski Polonia                                         | Christoph Hafer Michael Salzer Germania                                 | Romain Heinrich Bruno Naprix Francia                                    |
| 25 novembre 2017 | Altenberg            | A quattro  | Markus Treichl Markus Glück Angel Somov Ekemini Bassey Austria                   | Christoph Hafer Michael Salzer Markus Reichle Tobias Schneider Germania | Jan Vrba Jan Stokláska Dominik Suchý David Egydy Rep. Ceca              |
| 1º dicembre 2017 | Schönau am Königssee | A due      | Johannes Lochner Joshua Bluhm Germania                                           | Dominik Dvořák Jakub Nosek Rep. Ceca                                    | Benjamin Maier Kilian Walch Austria                                     |
| 2 dicembre 2017  | Schönau am Königssee | A quattro  | Pablo Nolte Benedikt Hertel Alexander Schüller Paul Straub Germania              | Rico Peter Alex Baumann Simon Friedli Thomas Amrhein Svizzera           | Christoph Hafer Michael Salzer Markus Reichle Tobias Schneider Germania |
| 3 dicembre 2017  | Schönau am Königssee | A quattro  | Christoph Hafer Michael Salzer Korbinian Reichenberger Tobias Schneider Germania | Maksim Andrianov Jurij Selichov Ruslan Samitov Michail Mordasov Russia  | Markus Treichl Markus Glück Marco Rangl Ekemini Bassey Austria          |
| 15 dicembre 2017 | La Plagne            | A due      | Christoph Hafer Tobias Schneider Germania                                        | Bennet Buchmüller Christian Hammers Germania                            | Mihai Tentea Ciprian Daroczi Romania                                    |
| 16 dicembre 2017 | La Plagne            | A quattro  | Christoph Hafer Michael Salzer Korbinian Reichenberger Tobias Schneider Germania | Jonas Jannusch Christian Ebert Christian Jagusch Bastian Heber Germania | Pablo Nolte Alexander Mair Florian Bauer Marcel Kirstges Germania       |
| 17 dicembre 2017 | La Plagne            | A quattro  | Christoph Hafer Michael Salzer Korbinian Reichenberger Tobias Schneider Germania | Simone Bertazzo Federico Comel Mattia Variola Francesco Costa Italia    | Jan Vrba Jan Stokláska Dominik Suchý David Egydy Rep. Ceca              |
| 5 gennaio 2018   | Innsbruck            | A due      | Pablo Nolte Florian Bauer Germania                                               | Bennet Buchmüller Paul Krenz Germania                                   | Christoph Hafer Michael Salzer Germania                                 |
| 6 gennaio 2018   | Innsbruck            | A quattro  | Clemens Bracher Fabio Badraun Martin Meier Michael Kuonen Svizzera               | Justin Olsen Evan Weinstock Steven Langton Christopher Fogt Stati Uniti | Ivo de Bruin Jeroen Piek Bror van der Zijde Janko Franjic Paesi Bassi   |
| 12 gennaio 2018  | Winterberg           | A due      | Richard Oelsner Alexander Schüller Germania                                      | Christoph Hafer Tobias Schneider Germania                               | Pablo Nolte Florian Bauer Germania                                      |
| 13 gennaio 2018  | Winterberg           | A quattro  | Richard Oelsner Benedikt Hertel Alexander Schüller Paul Straub Germania          | Christoph Hafer Michael Salzer Henrik Bosse Lukas Frytz Germania        | Jonas Jannusch Christian Jagusch Christian Ebert Bastian Heber Germania |
| 14 gennaio 2018  | Winterberg           | A quattro  | Richard Oelsner Benedikt Hertel Alexander Schüller Paul Straub Germania          | Pablo Nolte Alexander Mair Florian Bauer Marcel Kirstges Germania       | Christoph Hafer Michael Salzer Henrik Bosse Lukas Frytz Germania        |

## Classifiche

### Bob a due donne
| Pos. | Nome pilota            | Nazione  | LIL-1 | LIL-2 | ALT | KÖN-1 | KÖN-2 | LAP | INN | WIN | Punti |
| ---- | ---------------------- | -------- | ----- | ----- | --- | ----- | ----- | --- | --- | --- | ----- |
| 1    | Christin Senkel        | Germania | 2     | 4     | 1   | 2     | 2     | 1   | 4   | 4   | 906   |
| 2    | Laura Nolte            | Germania | 4     | 2     | 2   | 10    | 9     | 3   | 2   | 3   | 778   |
| 3    | Ljubov' Černych        | Russia   | 5     | 6     | 4   | 14    | 13    | -   | 6   | 5   | 572   |
| 4    | Martina Fontanive      | Svizzera | 6     | 5     | 5   | 12    | 11    | 6   | -   | -   | 492   |
| 5    | Katrin Beierl          | Austria  | 1     | 1     | DNS | 1     | 1     | -   | -   | -   | 480   |
| 6    | Kim Kalicki            | Germania | 3     | 3     | DNS | -     | -     | -   | 4   | 2   | 410   |
| 7    | Polina Nazaruk         | Russia   | -     | -     | -   | 15    | 14    | 8   | 7   | 6   | 360   |
| 8    | Maria Adela Constantin | Romania  | -     | -     | -   | 3     | 8     | 2   | -   | -   | 292   |
| 9    | Sandra Kroll           | Germania | -     | -     | 3   | 4     | 7     | -   | -   | -   | 282   |
| 10   | Paulina Götschi        | Svizzera | 7     | 7     | -   | -     | -     | -   | 9   | -   | 244   |

### Bob a due uomini
| Pos. | Nome pilota         | Nazione   | LIL-1 | LIL-2 | ALT-1 | ALT-2 | KÖN | LAP | INN | WIN | Punti |
| ---- | ------------------- | --------- | ----- | ----- | ----- | ----- | --- | --- | --- | --- | ----- |
| 1    | Christoph Hafer     | Germania  | 11    | 3     | 1     | 2     | 6   | 1   | 3   | 2   | 820   |
| 2    | Pablo Nolte         | Germania  | 8     | 10    | 6     | 5     | 5   | 5   | 1   | 3   | 738   |
| 3    | Bennet Buchmüller   | Germania  | 6     | 2     | 3     | 7     | -   | 2   | 2   | 4   | 700   |
| 4    | Mihai Tentea        | Romania   | 9     | 11    | 9     | 8     | 9   | 3   | 4   | 5   | 666   |
| 5    | Dominik Dvořák      | Rep. Ceca | 4     | 7     | 2     | 4     | 2   | -   | -   | -   | 496   |
| 6    | Dmitrij Popov       | Russia    | 14    | 12    | 10    | 12    | 11  | -   | 11  | 6   | 480   |
| 7    | Romain Heinrich     | Francia   | 3     | 6     | 4     | 3     | 6   | -   | -   | -   | 476   |
| 8    | Mateusz Luty        | Polonia   | 7     | 4     | 5     | 1     | 10  | -   | -   | -   | 464   |
| 9    | Aleksandr Bredichin | Russia    | 9     | 9     | 12    | 9     | 18  | -   | 12  | 13  | 456   |
| 10   | Ralfs Bērziņš       | Lettonia  | 15    | 14    | 17    | 18    | 17  | 15  | 10  | 7   | 444   |

### Bob a quattro uomini
| Pos. | Nome pilota             | Nazione    | ALT | KÖN-1 | KÖN-2 | LAP-1 | LAP-2 | INN | WIN-1 | WIN-2 | Punti |
| ---- | ----------------------- | ---------- | --- | ----- | ----- | ----- | ----- | --- | ----- | ----- | ----- |
| 1    | Christoph Hafer         | Germania   | 2   | 3     | 1     | 1     | 1     | 4   | 2     | 3     | 880   |
| 2    | Bennet Buchmüller       | Germania   | 4   | 5     | 7     | 6     | 8     | 7   | 4     | 7     | 704   |
| 3    | Pablo Nolte             | Germania   | 14  | 1     | 5     | 3     | 5     | 8   | -     | 2     | 652   |
| 4    | Radek Matoušek          | Slovacchia | 10  | 12    | 12    | 7     | 9     | 9   | 11    | 6     | 592   |
| 5    | Jonas Jannusch          | Germania   | -   | 7     | 4     | 2     | 4     | 10  | 3     | -     | 560   |
| 6    | Dorin Alexandru Grigore | Romania    | 7   | 19    | 17    | 10    | 14    | 16  | 8     | 8     | 501   |
| 7    | Dmitrij Popov           | Russia     | 9   | 8     | 6     | -     | -     | 6   | 7     | 10    | 488   |
| 8    | Ralfs Bērziņš           | Lettonia   | 12  | 20    | 19    | 11    | 11    | 13  | 9     | 12    | 471   |
| 9    | Jan Vrba                | Rep. Ceca  | 3   | 9     | 8     | 5     | 3     | -   | -     | -     | 452   |
| 10   | Aleksandr Bredichin     | Russia     | 6   | 13    | 11    | -     | -     | 12  | 10    | 9     | 428   |

### Combinata uomini
| Pos. | Nome pilota         | Nazione    | Punti |
| ---- | ------------------- | ---------- | ----- |
| 1    | Christoph Hafer     | Germania   | 1700  |
| 2    | Bennet Buchmüller   | Germania   | 1404  |
| 3    | Pablo Nolte         | Germania   | 1390  |
| 4    | Radek Matoušek      | Slovacchia | 1000  |
| 5    | Mihai Tentea        | Romania    | 995   |
| 6    | Dmitrij Popov       | Russia     | 968   |
| 7    | Dominik Dvořák      | Rep. Ceca  | 916   |
| 8    | Ralfs Bērziņš       | Lettonia   | 915   |
| 9    | Aleksandr Bredichin | Russia     | 884   |
| 10   | Jan Vrba            | Rep. Ceca  | 864   |